# Джон Шнеп
Джонатан Д. „Джон“ Шнеп (на английски: Jonathan D. 'Jon' Schnepp) (16 май 1967 г. – 19 юли 2018 г.) е американски продуцент, режисьор, монтажист, сценарист, аниматор и оператор. През 2015 г. излиза документалният му филм „Смъртта на „Супермен е жив“: Какво се случи?“, който е посрещнат главно с позитивни отзиви. Режисира епизоди на анимационните сериали „Металокалипсис“ и „Братята Венчър“. От 2013 до 2015 участва редовно в шоуто „AMC Movie Talk“, а от 2015 до 2018 – в „Collider Movie Talk“.
На 12 юли 2018 г. претърпява инсулт, поради което е поставен на животоподдържащи системи. Умира от усложнения седмица по-късно на 19 юли, на 51 години.